# Kingfisher (Oklahoma)
Kingfisher település az Amerikai Egyesült Államok Oklahoma államában, Kingfisher megyében, melynek megyeszékhelye is. Lakosainak száma 4903 fő (2020. április 1.).

## Népesség
A település népességének változása:

| 2010 | 4 633 |
| 2020 | 4 903 |